# 121인 선언
알제리 전쟁 불복종 권리 선언(프랑스어: Déclaration sur le droit à l'insoumisson dans la guerre d'Algérie), 줄여서 121인 선언(프랑스어: Manifeste des 121)은 알제리 전쟁을 반대하는 프랑스의 지식인 121명이 《베리테리베르테(Vérité-Liberté)》에 게재한 서한서이다. 모리스 블랑쇼, 디오니스 마스콜로, 모리스 나도, 장 푸이용, 장 슈스테 등이 주도했으며 프랑스 사회에서 큰 반향을 일으켰다.

## 주요 참여자
- 모리스 블랑쇼
- 장폴 사르트르
- 프랑수아 트뤼포